# Фосфін
Фосфі́н — неорганічна сполука складу PH3, безбарвний газ із різким запахом гнилої риби. Проявляє слабкі осно́вні властивості, аналогічно до аміаку може утворювати солі — малостійкі сполуки фосфонію. 
Фосфін є токсичною речовиною та використовується, як хімічна зброя (військове позначення PH). 

## Отримання
Основним методом отримання фосфіну є взаємодія сильних лугів чи води із солями фосфонію:
{\displaystyle \mathrm {[PH_{4}]^{+}+OH^{-}\rightarrow PH_{3}+H_{2}O} }
Фосфін можна синтезувати дією хлоридної кислоти на фосфіди активних металів, наприклад, фосфід магнію чи фосфід кальцію:
{\displaystyle \mathrm {Mg_{3}P_{2}+6HCl\rightarrow 2PH_{3}+3MgCl_{2}} }
В результаті цієї реакції може також утворюватися незначна кількість дифосфіну P2H4, який здатен самозайматися. Позбутися побічного продукту можна шляхом його конденсації при охолодженні з льодом.

## Хімічні властивості
Фосфін є легкозаймистою сполукою (температура займання 150 °C), процес горіння проходить за рівнянням:
{\displaystyle \mathrm {2PH_{3}+4O_{2}\rightarrow P_{2}O_{5}+3H_{2}O} }
В результаті повного згоряння може утворюватися фосфатна кислота:
{\displaystyle \mathrm {PH_{3}+2O_{2}\rightarrow H_{3}PO_{4}} }
Аналогічно до аміаку, при взаємодії з сильними кислотами (наприклад, хлоридною чи хлоратною), утворює солі фосфонію, де виступає катіоном:
{\displaystyle \mathrm {PH_{3}+H^{+}\rightarrow [PH_{4}]^{+}} }
Є сильним відновником, відновлює значну кількість металів з водного розчину їхніх солей.

## Токсичність
Фосфін належить до речовин загальноотруйної дії, може використовуватися як хімічна зброя. Його токсична дія проявляється при потраплянні до організму — шляхом інгаляції або через стравохід у вигляді сполуки-супутника фосфідів (можуть використовуватися у складі пестицидів).
Симптомами отруєння є нудота, болі в животі, утруднене дихання, озноб, спрага, головний біль. За ними можуть слідувати конвульсії або кома.

## Біосигнатура
Фосфін вважають речовиною, що може бути індикатором життя на планеті. Він існує на Землі лише завдяки біологічним процесам (певні мікроби в безкисневому середовищі можуть його генерувати) або в промислових процесах, де його виробляють люди. У астрономічній спільноті немає інших відомих джерел фосфіну, за винятком умов дуже екстремальних температур, таких як у гарячій щільній внутрішній атмосфері Юпітера та Сатурна (де видно фосфін) або зірок. Створений фосфін руйнується з часом різними процесами, наприклад, реакціями з киснем і воднем або ультрафіолетовими радіаційними реакціями. Це означає, що без джерела, що виробляє фосфін, він повинен повільно зникати з часом.
У 2020 році фосфін начебто був виявлений в атмосфері Венери, що могло бути доказом існування мікробного життя на Венері, які літають у “придатній для життя зоні” атмосфери. Проте, пізніше виявлення фосфіну на Венері спростували ряд дослідників, включаючи фахівців NASA.